# Metriocnemus scirpi
Metriocnemus scirpi är en tvåvingeart som först beskrevs av Jean-Jacques Kieffer 1899.  Metriocnemus scirpi ingår i släktet Metriocnemus och familjen fjädermyggor.
Artens utbredningsområde är Frankrike. Inga underarter finns listade i Catalogue of Life.